# Múscul esfínter extern de l'anus
El múscul esfínter extern de l'anus (musculus sphincter ani externus) és un conjunt de les fibres musculars de forma el·líptica adherides de manera íntima al tegument que envolta la vora de l'anus. És un dels dos esfínters de l'anus, juntament amb l'esfínter intern de l'anus. El múscul esfínter extern està format per musculatura estriada; l'intern, en oposició, és un múscul llis.

## Estructura
Fa uns 8 a 10 cm de longitud, des de la seva part anterior a la posterior. Quan es produeix la defecació aquest d'esfínter es contreu. Es compon de dues capes:
- La capa superficial, que constitueix la part principal del múscul. Sorgeix d'una banda estreta tendinosa, la rafe anococcigeal, que s'estén des de la punta del còccix fins al marge posterior de l'anus. Forma dos capes aplanades de teixit muscular, que envolten l'anus i s'insereixen per davant en el punt tendinós central del perineu, unint-se amb els músculs transvers superficial del perineu, elevador de l'anus, i el bulbocavernós.
- La capa profunda forma un esfínter complet al canal anal. Les seves fibres envolten el canal, en contacte amb les de l'esfínter intern de l'anus, i es barregen anteriorment amb els altres músculs en el punt tendinós central del perineu.

En una proporció considerable d'individus, les fibres decussen davant de l'anus i es continuen amb el múscul transvers superficial del perineu. Posteriorment, sense estar unides al còccix, entre en contacte amb les del costat oposat per darrere del conducte anal. La vora superior del múscul està mal definida, ja que les fibres s'uneixen a les de l'elevador de l'anus.

Anatomia de l'anus humà. Secció frontal.

## Funció
L'acció d'aquest múscul és peculiar:
1. Està, com altres músculs, en un estat continu de contracció tònica, i no té músculs antagònics; manté el canal anal i l'orifici tancat.
2. Es pot posar en una situació d'una contracció més gran sota la influència de control voluntari, de manera que pot tancar l'obertura anal amb més fermesa. Per exemple, en els esforços expiratoris que no impliquin l'acció de defecar.
3. Prenent el seu punt fix en el còccix, ajuda a fixar el punt central del perineu, de manera que el bulbocavernós pot actuar des d'aquest punt fix.

## Imatges

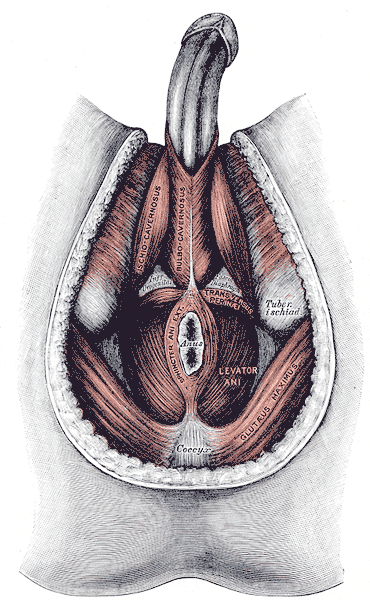
Músculs del perineu masculí.
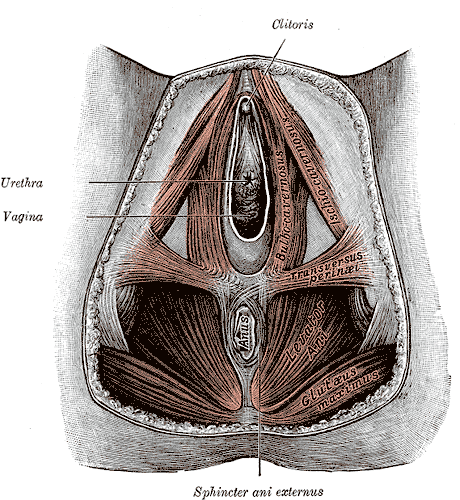
Músculs del perineu femení.
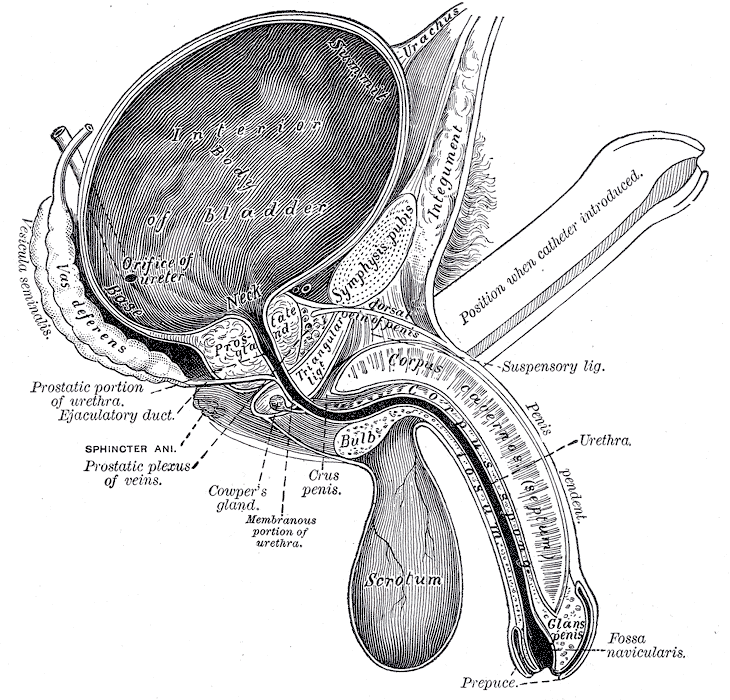
Secció vertical de la bufeta, el penis i la uretra.